# フランク・イースターブルック
フランク・フーヴァー・イースターブルック（Frank Hoover Easterbrook、1948年9月3日 - ）は、1985年から、アメリカ合衆国第7巡回区控訴裁判所の判事を務めている、アメリカ合衆国の弁護士、法律専門家、法学者。2006年から2013年まで第7巡回区控訴裁判所の首席判事を務めた。 

## 連邦法律機関の職務
イースターブルック判事による最も著名な意見は以下のものである。 
- アメリカ書籍業協会対ハドナット裁判 (1986年)[1]
- ゲイシー対ウェルボーン裁判 (1993年)[2]

## 影響
イースターブルックは、ラーニド・ハンドとオリバー・ウェンデル・ホームズ・ジュニアを自分にとっての「司法の英雄」と呼んだ。